# Michel Platini
Michel Platini (* 21. června, 1955, Jœuf, Francie) je bývalý francouzský fotbalista a fotbalový funkcionář. Je často považován za jednoho z nejlepších fotbalistů všech dob.[zdroj⁠?!] V letech 2007 až 2016 byl předsedou UEFA. Pelé ho roku 2004 zařadil mezi 125 nejlepších žijících fotbalistů.

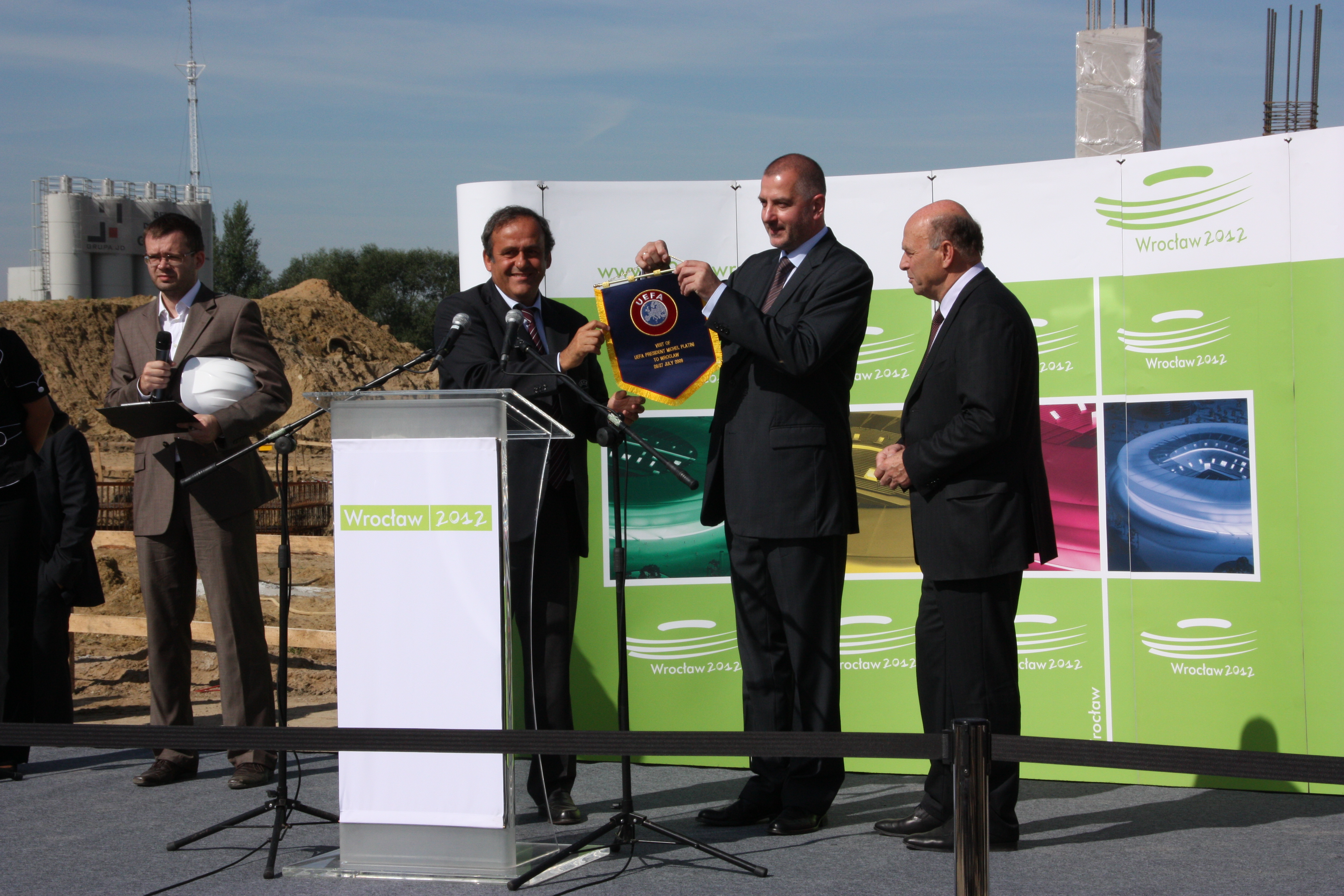
Michel Platini, Rafał Dutkiewicz, Grzegorz Lato (Vratislav, 2009).

## Klubová kariéra

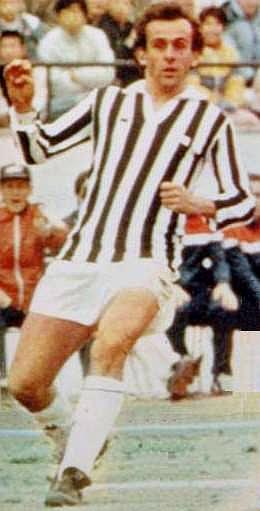
Michel Platini v Juventusu v Interkontinentálním poháru (1985)

Začínal hrát ve francouzském klubu Nancy, poté přestoupil do AS Saint-Étienne, kde získal ligový titul v roce 1981.
V roce 1982 přestoupil do italského Juventusu, kde zaznamenal 68 gólů v 147 ligových zápasech jako záložník. Tomuto klubu pomohl vyhrát dva ligové tituly, italský pohár, PMEZ a Pohár vítězů pohárů. V letech 1983–1985 získal Zlatý míč pro nejlepšího evropského fotbalistu.

## Reprezentace
Vedl také francouzský národní tým, jako kapitán na Mistrovství Evropy v roce 1984, kde se stal nejlepším střelcem turnaje s 9 góly.

## Kariéra
- 1972/73, AS Nancy (4 zápasy/2 góly)
- 1973/74, AS Nancy (21/2)
- 1974/75, AS Nancy – 2. liga (32/17)
- 1975/76, AS Nancy (31/22)
- 1976/77, AS Nancy (38/25)
- 1977/78, AS Nancy (36/18)
- 1978/79, AS Nancy (19/12)
- 1979/80, AS Saint-Étienne (33/16)
- 1980/81, AS Saint-Étienne (35/20)
- 1981/82, AS Saint-Étienne (36/22)
- 1982/83, Juventus Turín (30/16)
- 1983/84, Juventus Turín (28/20)
- 1984/85, Juventus Turín (38/18)
- 1985/86, Juventus Turín (30/12)
- 1986/87, Juventus Turín (29/2)

## Funkcionář a zákaz činnosti
V roce 2007 byl zvolen předsedou UEFA.
V prosinci 2015 etická komise FIFA udělila Platinimu zákaz činnost ve fotbale po dobu 8 let a pokutu 80 tisíc švýcarských franků za korupci. Platini v roce 2011 převzal bez dokladů 2 miliony švýcarských franků za údajnou poradenskou činnost od předsedy FIFA Seppa Blattera. Platini se odvolal, Mezinárodní sportovní arbitráž v Lausanne ale jako poslední instance trest pouze snížila na čtyřletý zákaz působení ve fotbale. Po vyhlášení jejího verdiktu Platini na svou funkci předsedy UEFA rezignoval.

## Zajímavost
- Společně s François-Cyrille Grangem byl členem olympijské štafety, jež zapalovala olympijský oheň na Zimních Olympijských hrách 1992 v Albertville.

## Vyznamenání
- rytíř Řádu čestné legie – Francie, 29. dubna 1985[5]
- důstojník Národního řádu za zásluhy – Francie, 3. prosince 1994[6]
- důstojník Řádu čestné legie – Francie, 13. července 1998[5]
- Řád slávy – Ázerbájdžán, 2007 – za služby pro rozvoj a rozšíření mezinárodních vztahů ázerbájdžánského fotbalu[7]
- Řád cti – Moldavsko, 2009[8]
- Řád cti – Arménie, 2010 – za posílení spolupráce v oblasti sportu v Arménii a za významnou pomoc při rozvoji mládežnického fotbalu v Arménii[9]
- Řád za zásluhy I. třídy – Ukrajina, 21. června 2012 – za významný osobní přínos k rozvoji a popularizaci fotbalového hnutí na Ukrajině[10]